# El Diluvi
El Diluvi és un grup de música en valencià que es defineix com de folk modern.
Provenen de la Foia de Castalla i d'altres poblacions de l'Alcoià. Fusionen estils musicals tan diversos com ara cúmbia, reggae, rumba, folk i la música tradicional o d’arrel valenciana. A aquesta barreja d'estils l'anomenen "mestissatge mediterrani".
El seu primer treball és un recopilatori de quatre versions en homenatge a Ovidi Montllor, i al segon disc, Motius, també en versionen tres temes més. Per a ells, l'Ovidi és una figura clau al País Valencià, tant pel que fa a sentiment de poble com en l'àmbit musical, inclús literari.
Les seues cançons pròpies parlen d'amor i de lluita, que és el que mou el món. També reivindiquen la rebel·lia femenina: el tema I tu, sols tu, amb clara referència al poema Divisa de Maria Mercè Marçal, s'ha convertit en un himne a la lluita de les dones al llarg de la història.
L'últim àlbum, Ànima, compta amb les col·laboracions del cantant i acordionista Carles Belda, i de components del grup ZOO.
En octubre del 2018 inicien a les xarxes socials una campanya feminista, que consisteix a difondre 8 versions de la cançó I tu, sols tu, en 7 llengües: anglès, asturià, castellà, èuscar, francès, gallec i occità (també en varietat aranesa, cantada per Alidé Sans).
L'any 2023 van anunciar una aturada provisional però indefinida, que començaria l'any 2024, després del concert de Cap d'Any al Festivern d'aquell mateix any. Com a comiat varen publicar el seu setè àlbum amb diferents cançons presentades al llarg de l'any. Finalment, els seus dos darrers concerts abans de l'aturada indefindida foren el més d'abril a Barcelona i Castalla.

## Discografia
- Ovidenques, EP (autoedició, 2012)
- Motius, (autoedició, 2014)
- Alegria, (autoedició, 2015)
- Ànima, (autoedició, 2017)[10]
- Junteu-vos, (Halley Records, 2019)
- Present (Halley Records, 2022)
- El primer ball" (Halley Records, 2023)